# O Carballiño
O Carballiño is een gemeente in de Spaanse provincie Ourense in de regio Galicië met een oppervlakte van 54 km². O Carballiño telt 13.913 inwoners (1 januari 2016). Het is de hoofdstad van de comarca O Carballiño.

## Demografische ontwikkeling
Bron: INE; 1857-2011: volkstellingen

## Trivia
Op 13 juli 2010 riep de gemeente O Carballiño Paul de Octopus, bekend om zijn voorspellingen van voetbaluitslagen, uit tot ereburger. De onderscheiding, een doorzichtige urn met het wapen van Carballiño, werd persoonlijk door burgemeester Carlos Montes in Oberhausen aan Paul overhandigd. Carlos Montes had het Duitse Sea Life Centre 35.000 euro geboden om Paul over te nemen en als toeristenlokkertje in Carballiño te plaatsen. Paul bleef echter gewoon in zijn eigen aquarium te Oberhausen.

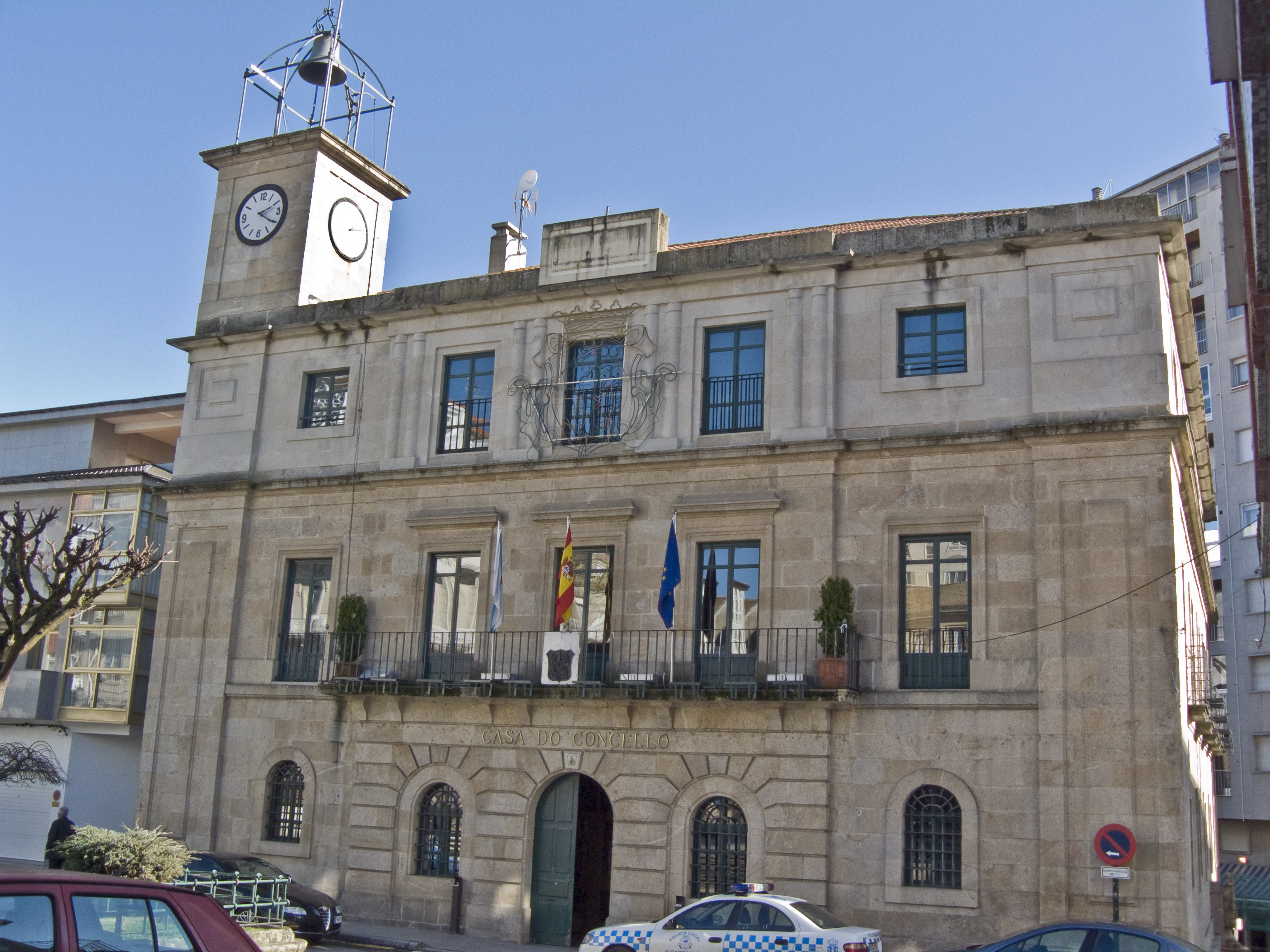

Allariz · Amoeiro · A Arnoia · Avión · Baltar · Bande · Baños de Molgas · Barbadás · O Barco de Valdeorras · Beade · Beariz · Os Blancos · Boborás · A Bola · O Bolo · Calvos de Randín · Carballeda de Avia · Carballeda de Valdeorras · O Carballiño · Cartelle · Castrelo de Miño · Castrelo do Val · Castro Caldelas · Celanova · Cenlle · Chandrexa de Queixa · Coles · Cortegada · Cualedro · Entrimo · Esgos · Gomesende · A Gudiña · O Irixo · Larouco · Laza · Leiro · Lobeira · Lobios · Maceda · Manzaneda · Maside · Melón · A Merca · A Mezquita · Montederramo · Monterrei · Muíños · Nogueira de Ramuín · Oímbra · Ourense · Paderne de Allariz · Padrenda · Parada de Sil · O Pereiro de Aguiar · A Peroxa · Petín · Piñor · A Pobra de Trives · Pontedeva · Porqueira · Punxín · Quintela de Leirado · Rairiz de Veiga · Ramirás · Ribadavia · Riós · A Rúa · Rubiá · San Amaro · San Cibrao das Viñas · San Cristovo de Cea · San Xoán de Río · Sandiás · Sarreaus · Taboadela · A Teixeira · Toén · Trasmiras · A Veiga · Verea · Verín · Viana do Bolo · Vilamarín · Vilamartín de Valdeorras · Vilar de Barrio · Vilar de Santos · Vilardevós · Vilariño de Conso · Xinzo de Limia · Xunqueira de Ambía · Xunqueira de Espadanedo